# Procandea arcuata
Procandea arcuata är en insektsart som beskrevs av Young 1968. Procandea arcuata ingår i släktet Procandea och familjen dvärgstritar. Inga underarter finns listade i Catalogue of Life.